# Orthophytum guaratingense
Orthophytum guaratingense är en gräsväxtart som beskrevs av Elton Martinez Carvalho Leme och L.Kollmann. Orthophytum guaratingense ingår i släktet Orthophytum och familjen Bromeliaceae. Inga underarter finns listade i Catalogue of Life.